# Польсько-шведська війна (1626—1629)
Польсько-шведська війна 1626-1629 років — війна між Річчю Посполитою і Швецією. Стала продовженням Польсько-шведської війни 1621-1625 років, закінчилася 26 вересня 1629 року невигідним для Польщі шестирічним перемир'ям в Альтмарку, за яким Польща поступилася Швеції провінцію Ліфляндія з містом Рига.

## Хід військових дій

### 1626 рік
Війна розпочалась 6 липня 1626 року висадкою в Піллау (нині м. Балтійськ), на території Прусського герцогства, висадкою шведського війська числом понад 8000 чоловік (включаючи 1000 кавалерії) під командуванням шведського короля Густава II Ваза. Внаслідок несподіваності десанту та за пасивної підтримки формально нейтрального герцога Пруссії, Густав Адольф майже без бою зайняв 16 прусських міст і почав підготовку до атаки на Данциг, який мав власні армію і флот. Для цього Густав Адольф наростив своє військо до 22 тисяч чоловік.
В кінці вересня відбулась семиденна битва під Гневом, в якій славетна польська гусарія не змогла подолати польові укріплення шведів. Зазнавши втрат від масованого обстрілу з мушкетів та від картечі польський король Сигізмунд III Ваза був змушений відступити.
У листопаді в Пруссію зі своїм військом увійшов польний гетьман коронний Станіслав Конецпольський і прийняв у короля Сигізмунда командування над польською армією. Незважаючи на те, що проти 10-тисячного польського війська діяла 20-тисячна шведська армія Конецпольський зумів зупинити шведський наступ.
В грудні польсько-литовське військо зазнало поразки під Кокенгаузеном і було змушене відступити за Західну Двіну.

### 1627 рік
У квітні 1627 року Станіслав Конецпольський відбив Пуцьк. Шведи вирішили вдарити по Конецпольському з двох напрямків: Оксенштерна мав наступати від Вісли, а Йоганн Штрайффа фон Лауенштайн і Максиміліан Тейффель — з території окупованого шведами Померанського герцогства. Однак весняний розлив Вісли порушив шведські плани і дозволив Конецпольському перехопити загін, що наступав з Померанії: в середині квітня шведи були оточені під Хаммерштайном і здалися, а багато німецьких найманців, що служили шведам, перейшли на бік переможців. Ця перемога також призвела до того, що курфюрст Бранденбурга оголосив про свою підтримку Речі Посполитої.
У червні 1627 шведський король Густав Адольф був легко поранений, коли вночі намагався перетнути на човні Віслу на південь від Данцига, і був змушений відступити. У липні він рушив з військами на схід, щоб зняти облогу з Браунсберг і обложити Вормдітт. Конецпольський у відповідь несподіваним ударом взяв Гнев. У серпні відбулася битва біля Діршау, в якій жодна зі сторін не змогла здобути рішучої перемоги, однак Густав Адольф був поранений в плече, що змусило шведську армію відступити.
В кінці листопада невеликий флот Речі Посполитої розгромив шведську флотилію в битві при Оліві.

### 1628 рік
В 1628 році Станіслав Конецпольський в Польщі і Христофор Радзивілл в Литві почали реформування армії, проте їм заважала відсутність грошей (особливо це позначалося на забезпеченні артилерією): шведська блокада польських портів порушила торгівлю, через що у війську, що не одержувало платні, впала дисципліна. До весни армія Речі Посполитої налічувала 23 тисячі осіб, з яких 8-9 тисяч були розміщені на прусському театрі військових дій (у тому числі 3-4 тисячі — в районі Данцига). В цей час Швеція додатково мобілізувала 50-тисячний армію. Навесні в Пруссії вже знаходилося 19 тисяч шведських солдатів, і прибуття ще 22 тисяч очікувалося найближчим часом. Однак, попри те, що до літа Густав Адольф отримав двократну чисельну перевагу, він не став атакувати Данциг, а спробував змусити Річ Посполиту укласти мир на вигідних для Швеції умовах. Одночасно він намагався втягнути у війну сусідів Речі Посполитої, але безуспішно.
Сигізмунд III скликав надзвичайний сейм, який погодився на різке збільшення податків; свій внесок внесло навіть духовенство. Виплата грошей підняла дух польської армії, але не могла компенсувати чисельної і якісної переваги шведів. Шведи взяли Бродницю, проте зазнали при цьому серйозних втрати, тому Густав Адольф відмовився від подальших наступальних дій. Польська сторона також не робила активних дій, бо солдати служили без платні, а лише з довіри до Конецпольського, який обіцяв, що гроші будуть виплачені.

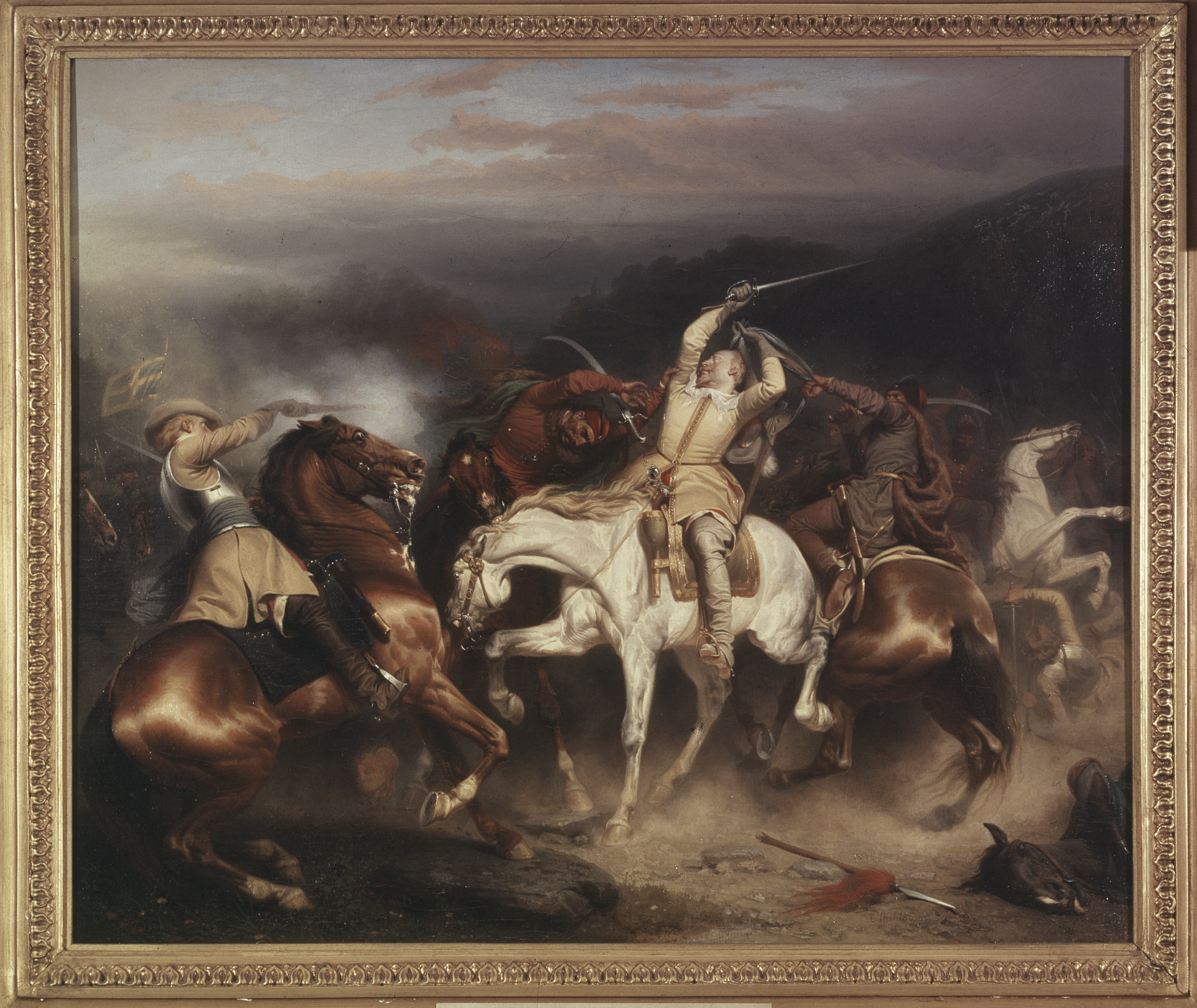
Битва під Трстено

### 1629 рік
У лютому 1629 року польська армія під командуванням кам'янецького старости Станіслава Потоцького була розбита під Гужно шведським фельдмаршалом Германом Врангелем (в цей час Густав Адольф перебував у Швеції, а Конецпольський — на сеймі в Варшаві). Після цього розгрому на допомогу полякам з Священної Римської імперії був посланий експедиційний корпус під командуванням фельдмаршала Ганса Георга фон Арнім-Бойценбурга; в цей же час корпус Альбрехта фон Валленштейна діяв у Померанії. Цими діями імператор розраховував утримати шведів у Польщі і не дати їм можливості втрутитися в Тридцятирічну війну.
Прибулий з Швеції з підкріпленнями Густав Адольф, спробував  завадити Арнім-Бойценбургу з'єднатися з Конєцпольським і рушив на Грудзьондз, однак не зміг запобігти з'єднання військ союзників. Під час відступу до зайнятих шведами Штума і Марієнбурга шведська армія 17 червня була атакована союзниками під Гонігфельдом і втратила майже всю кавалерію. Після цієї поразки шведи перейшли до оборони у фортецях і замках. Поляки обложили Марієнбург, в той час як австрійці вдарили на Шпиці-Монтавску. Однак сили сторін були приблизно рівні, обидві сторони однаково страждали від хвороб і втрачали солдатів. В цей час литовська армія перебувала в Прибалтиці і активних дій не вела.

## Результати
Через велике виснаження у війні обох сторін 26 вересня 1629 року за ініціативою Швеції між сторонами було укладено Альтмаркське перемир'я. Посередниками укладання миру виступили Франція, Англія і Голландія, які мали на меті залучення Швеції у війну проти Габсбургів. Укладання перемир'я через деякий час дозволило Швеції вступити в Тридцятирічну війну 1618-1648 років.
За цим перемир'ям Польща була змушена погодитись на значні поступки Швеції.